# 두이룽더칭구

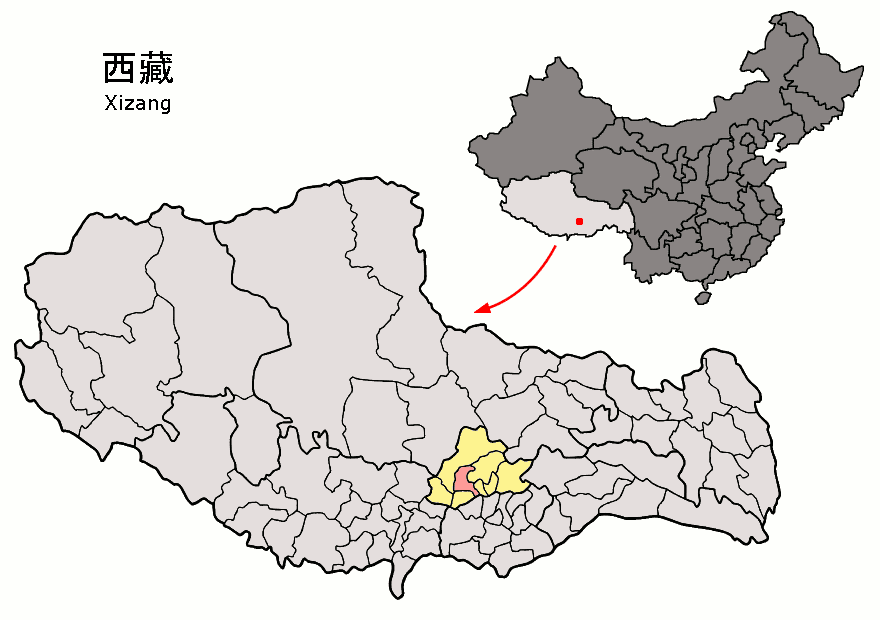
두이룽더칭 구의 위치

두이룽더칭구(티베트어: སྟོད་ལུང་བདེ་ཆེན་ཆུས་ 뙬룽데첸 구, 중국어: 堆龙德庆区, 병음: Duīlóngdéqìng Qū)는 티베트 자치구 라싸 시의 시할구이다. 라싸 중심가의 북서쪽에 위치한다. 넓이는 2679km2이고, 인구는 2007년 기준으로 50,000명이다.

## 기후
연평균 기온은 7.5℃이고 연평균 강수량은 450mm이다.

## 행정 구역
2개 진, 5개 향을 관할한다.
- 진: 东嘎镇, 乃琼镇.
- 향: 羊达乡, 古荣乡, 柳梧乡, 马乡, 德庆乡.